# Gerd Poppe
Pour les articles homonymes, voir Poppe.
Gerd Poppe, né le 25 mars 1941 à Rostock (Gau Mecklembourg) et mort le 29 mars 2025, est un homme politique est-allemand. 
Il est brièvement ministre sans portefeuille en 1990, député à la Volkskammer jusqu'à la réunification puis député au Bundestag dans le groupe des Verts entre 1990 et 1998. 
Entre 1998 et 2003, il est le délégué du gouvernement fédéral pour la Politique des droits humains et l'Aide humanitaire.

## Biographie

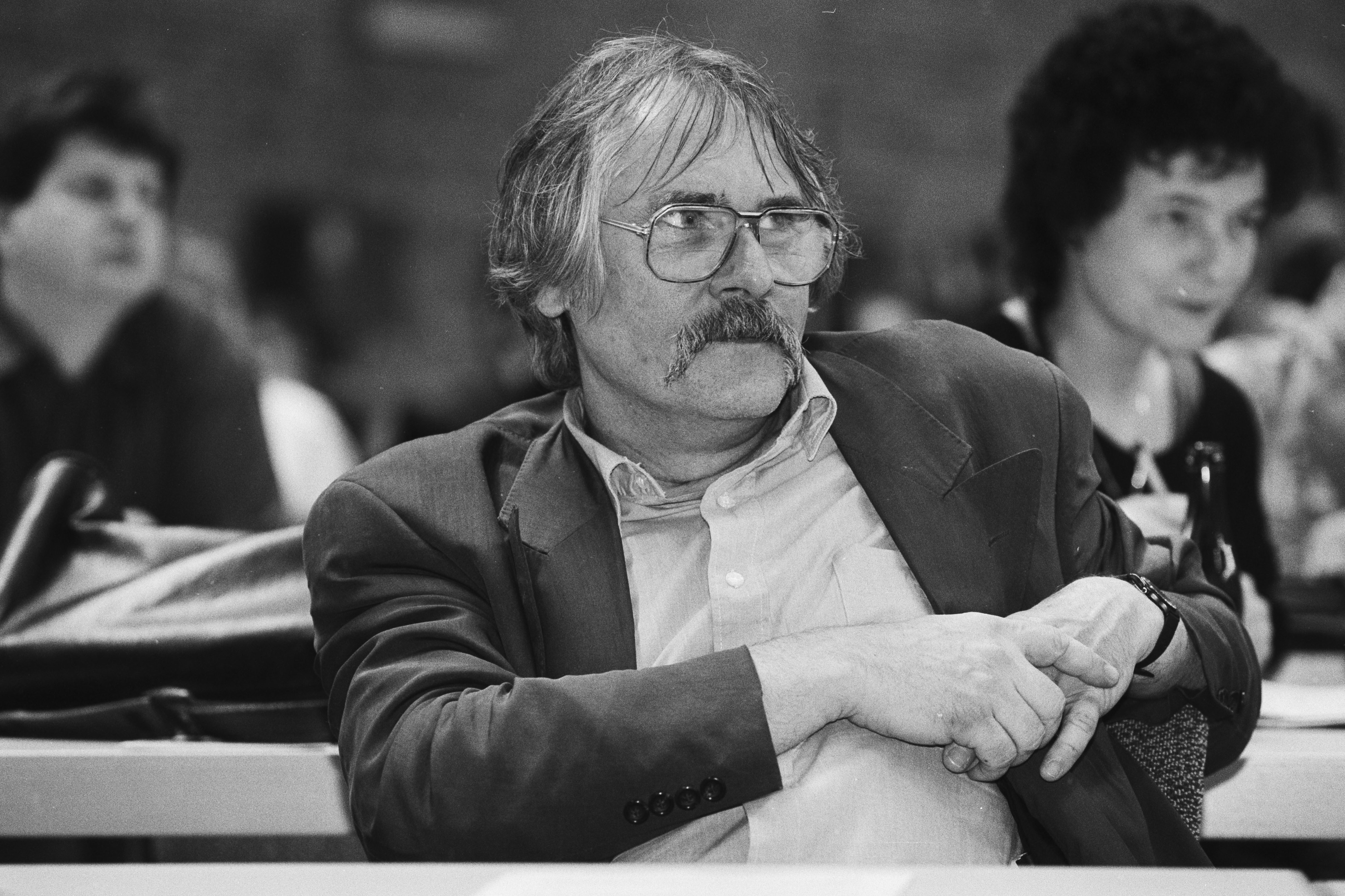
Gerd Poppe en 1993.